# Erica vogelpoelii
Erica vogelpoelii är en ljungväxtart som beskrevs av Ha. Baker. Erica vogelpoelii ingår i släktet klockljungssläktet, och familjen ljungväxter. Inga underarter finns listade i Catalogue of Life.